# Limoneta graminicola
Limoneta graminicola là một loài nhện trong họ Linyphiidae.
Loài này thuộc chi Limoneta. Limoneta graminicola được Robert Bosmans & Rudy Jocqué miêu tả năm 1983.